# Geschützter Landschaftsbestandteil Fellebaum-Quellregion
Der Geschützte Landschaftsbestandteil Fellebaum-Quellregion mit 1,18 ha Flächengröße liegt nordwestlich von Altenfeld im Stadtgebiet von Winterberg. Das Gebiet wurde 2008 bei der Aufstellung vom Landschaftsplan Winterberg durch den Kreistag des Hochsauerlandkreises als Geschützter Landschaftsbestandteil (LB) ausgewiesen. Der LB grenzt direkt an die Stadtgrenze zu Schmallenberg. Der LB ist umgeben im Norden und Osten vom Landschaftsschutzgebiet Bödefelder Mulde (Winterberg), ferner im Süden und Westen vom Landschaftsschutzgebiet Bödefelder Mulde auf Schmallenberger Stadtgebiet.

## Gebietsbeschreibung
Es handelt sich um ein in einer Sickerquelle zutage tretendes Quellrinnsal. Die Quellmulde wird von einem alten Buchenbestand umsäumt, wo der Quellbach Felsgestein mit einzelnen Quarzitblöcken überrieselt. Im unteren Teil wird der Quellbach teilweise von einem Erlen-Ufergehölz begleitet. Stellenweise ist der Quellbach umgeben von sickerquelligen Feuchtgrünland-Fragmenten. Die Quellregion ist zum Großteil ein gesetzlich geschütztes Biotop nach § 30 BNatSchG.